# Megan Ellison
Megan Ellison (Condado de Santa Clara, 31 de janeiro de 1986) é uma produtora estadunidense, fundadora da Annapurna Pictures, um dos estúdios de produção cinematográfica mais lucrativo de seu país. É filha do bilionário dono da Oracle Corporation, Larry Ellison, e irmã de outro produtor, David Ellison.

## Prêmios e indicações
- Indicada: Oscar de melhor filme—Phantom Thread (2017)
- Indicada: Oscar de melhor filme—American Hustle (2013)
- Indicada: Oscar de melhor filme—Her (2013)
- Indicada: Oscar de melhor filme—Zero Dark Thirty (2012)